# Demetris Papadakis
Demetris Papadakis (Gazimağusa, 22 augustus 1966) is een Cypriotisch politicus en lid van het Europees Parlement voor de Kinima Sosialdimokraton.
Papadakis heeft economie gestudeerd aan de Economische Universiteit van Athene, tijdens zijn studie was hij de secretaris van de Cypriotische studentenvereniging in Athene. Sinds 1989 is hij actief betrokken bij zijn huidige partij, binnen die partij vervulde hij verschillende functies. Papadakis is sinds 2014 lid van het Europees Parlement, hij maakt hier met zijn partij deel uit van de Progressieve Alliantie van Socialisten en Democraten. In het Europees Parlement is hij lid van de 'Commissie Buitenlandse Zaken' en de 'Delegatie in de parlementaire samenwerkingscommissie EU-Rusland'.